# Riccardo Orsolini
Riccardo Orsolini (Ascoli Piceno, 24 gennaio 1997) è un calciatore italiano, attaccante o centrocampista del Bologna e della nazionale italiana.

## Caratteristiche tecniche
Mancino naturale, è un giocatore tecnico e veloce che, dopo gli esordi sulla fascia sinistra, si stabilizza come esterno offensivo lungo la corsia di destra, posizione dove si trova a suo agio (soprattutto in moduli come il 4-2-3-1 o il 4-3-3), per sfruttare la conclusione col piede preferito. Forte fisicamente, è molto veloce con e senza palla al piede, mostrando agilità e notevoli capacità nel controllo della sfera.
Possiede un buon tiro dalla media distanza, e si dimostra molto efficace nell'uno-contro-uno grazie a una buona abilità nel dribbling e nello spostare improvvisamente il pallone, per raggiungere il fondo ed effettuare traversoni verso i compagni; è anche un buon realizzatore, anche per via del suo spiccato opportunismo in area. Buon rigorista, è bravo nel cogliere le disattenzioni avversarie e innescare così dei contropiedi.
È soprannominato dai tifosi Orso, o anche Orsonaldo, per l'abitudine di allargare le gambe prima di calciare una punizione, caratteristica che ricorda Cristiano Ronaldo.

## Carriera

### Club

#### Ascoli
A 7 anni entra nel vivaio dell'Ascoli, esordendo in prima squadra il 2 aprile 2015, a 18 anni, entrando nel secondo tempo della partita casalinga di Lega Pro contro la Pro Piacenza (1-1) disputata allo stadio Del Duca. A fine stagione i marchigiani guadagnano la Serie B, dopo la revoca della promozione al Teramo. La stagione successiva viene aggregato alla prima squadra, e il 26 marzo 2016 il tecnico Devis Mangia decide di farlo esordire dal primo minuto in Serie B, nella partita contro il Vicenza terminata con una sconfitta (2-1). Conclude la stagione con 9 presenze in serie cadetta.
Nell'annata seguente entra stabilmente nei ranghi della prima squadra, e il 27 agosto 2016, alla prima partita della stagione, parte titolare contro la Pro Vercelli, match terminato con un pareggio. Il 15 ottobre segna la prima rete da professionista contro il Verona, partita che però termina con una pesante sconfitta per i marchigiani (4-1). Due settimane più tardi, il 29 ottobre, realizza la sua prima doppietta da professionista, trascinando la propria squadra alla vittoria sul Carpi (2-0). Frattanto il 30 gennaio 2017 viene acquistato a titolo definitivo dalla Juventus; l'accordo prevede che il giocatore rimanga ad Ascoli Piceno fino al termine della stagione. Il successivo 14 febbraio segna la sua seconda doppietta, nella vittoria contro la Pro Vercelli (3-0) in avvio di girone di ritorno; termina il campionato con 8 reti in 41 presenze.

#### Atalanta
Nell'estate 2017 la Juventus cede il giocatore in prestito biennale all'Atalanta, con cui il successivo 17 settembre esordisce in Serie A, subentrando dalla panchina nella trasferta di Verona contro il Chievo (1-1); il 2 novembre 2017 fa invece il suo esordio nelle coppe europee, subentrando nella partita pareggiata sul campo dei ciprioti dell'Apollōn Limassol (1-1), nella quarta giornata della fase a gironi dell'Europa League.

#### Bologna
Il 31 gennaio 2018 Orsolini lascia l'Atalanta per andare al Bologna, squadra che si è accordata con la Juventus per un prestito di 18 mesi. Esordisce con il club felsineo il successivo 4 febbraio, nel derby dell'Appennino giocato sul terreno della Fiorentina. Il 30 settembre 2018, con l'inizio della nuova stagione, sigla la sua prima rete in Serie A, contro l'Udinese; si afferma in quest'annata soprattutto dopo l'arrivo a Bologna dell'allenatore Siniša Mihajlović, mettendo insieme complessivamente 37 presenze e 10 gol. Al termine della positiva stagione, il 19 giugno 2019 il suo cartellino è interamente riscattato dal club rossoblù per 15 milioni di euro. Il 22 dicembre 2019, segna la sua prima doppietta in Serie A nel successo in trasferta contro il Lecce (2-3).
Nel corso della stagione 2022-2023, soprattutto dopo l'arrivo di Thiago Motta sulla panchina del Bologna, Orsolini acquista maggior continuità di rendimento, raggiungendo la doppia cifra in massima serie per la prima volta in carriera. Nell'annata seguente, nella gara casalinga contro l'Empoli del 1º ottobre 2023 realizza la sua prima tripletta in Serie A. La stagione, tra le migliori del calcio petroniano da sessant'anni a quella parte, vede Orsolini tra i protagonisti di un Bologna che raggiunge la qualificazione in UEFA Champions League.
il 18 settembre 2024, sotto la guida del nuovo allenatore Vincenzo Italiano, fa il suo esordio nella massima competizione europea, nel pareggio interno per 0-0 contro lo Šachtar. Nel prosieguo della stagione stabilisce il record personale di 15 gol in Serie A; inoltre vince il suo primo trofeo della carriera, la Coppa Italia, la prima per il Bologna da 51 anni a quella parte.

### Nazionale

#### Nazionali giovanili
Il 6 ottobre 2016 esordisce con l'Italia under 20, segnando inoltre la sua prima rete con la maglia azzurra, nella vittoria contro i pari età della Polonia durante un match valido per il Torneo Quattro Nazioni. L'anno seguente è tra i 21 giocatori selezionati dal commissario tecnico dell'U-20, Alberico Evani, per il Mondiale Under-20 in Corea del Sud, dove l'Italia ottiene il terzo posto: Orsolini vince la Scarpa d'oro come capocannoniere del torneo, con 5 gol in 7 partite.
Il 1º settembre 2017 esordisce con la nazionale Under-21, nell'amichevole contro la Spagna disputata a Toledo e vinta dalla Rojita (3-0); tre giorni dopo realizza il suo primo gol con gli Azzurrini, nella vittoriosa amichevole contro i pari età della Slovenia (4-1). Viene quindi convocato nel 2019 per l'Europeo Under-21 2019, che vede l'Italia non superare la fase a gironi.

#### Nazionale maggiore
Nell'aprile del 2019 ha il suo primo approccio con la nazionale maggiore, grazie al commissario tecnico Roberto Mancini, in occasione di uno stage riservato ai migliori giovani del giro azzurro. Nel novembre dello stesso anno riceve la sua prima convocazione, in vista delle partite di qualificazione al campionato d'Europa 2020 contro la Bosnia ed Erzegovina e l'Armenia: fa il suo esordio in occasione della sfida del 18 novembre a Palermo contro gli armeni, subentrando nella ripresa a Barella e trovando subito il suo primo gol in azzurro, quello del parziale 8-0 nella goleada dei padroni di casa (9-1).
Dopo tre anni di lontananza dalla maglia azzurra, nel settembre 2023 viene richiamato in coincidenza con l'inizio del ciclo tecnico di Luciano Spalletti, in vista della partita di Milano contro l'Ucraina valida per le qualificazioni al campionato d'Europa 2024, in sostituzione dell'infortunato Matteo Politano: subentra nel finale dell'incontro, vinto 2-1 dai padroni di casa, rilevando Zaniolo.
Inizialmente inserito da Spalletti, nel maggio del 2024, fra i 30 preconvocati in vista della fase finale dell'europeo, tuttavia nel giugno seguente rimane escluso dalla lista definitiva dei 26.

## Statistiche

### Presenze e reti nei club
Statistiche aggiornate al 25 maggio 2025.
| Stagione        | Squadra         | Campionato      | Campionato | Campionato | Coppe nazionali | Coppe nazionali | Coppe nazionali | Coppe continentali | Coppe continentali | Coppe continentali | Altre coppe | Altre coppe | Altre coppe | Totale | Totale |
| Stagione        | Squadra         | Comp            | Pres       | Reti       | Comp            | Pres            | Reti            | Comp               | Pres               | Reti               | Comp        | Pres        | Reti        | Pres   | Reti   |
| --------------- | --------------- | --------------- | ---------- | ---------- | --------------- | --------------- | --------------- | ------------------ | ------------------ | ------------------ | ----------- | ----------- | ----------- | ------ | ------ |
| 2014-2015       | Ascoli          | LP              | 1          | 0          | CI-LP+CI        | 0               | 0               | -                  | -                  | -                  | -           | -           | -           | 1      | 0      |
| 2015-2016       | Ascoli          | B               | 9          | 0          | CI              | 0               | 0               | -                  | -                  | -                  | -           | -           | -           | 9      | 0      |
| 2016-2017       | Ascoli          | B               | 41         | 8          | CI              | 1               | 0               | -                  | -                  | -                  | -           | -           | -           | 42     | 8      |
| Totale Ascoli   | Totale Ascoli   | Totale Ascoli   | 51         | 8          |                 | 1               | 0               |                    | -                  | -                  |             | -           | -           | 52     | 8      |
| 2017-gen. 2018  | Atalanta        | A               | 8          | 0          | CI              | 1               | 0               | UEL                | 1                  | 0                  | -           | -           | -           | 10     | 0      |
| gen.-giu. 2018  | Bologna         | A               | 8          | 0          | CI              | -               | -               | -                  | -                  | -                  | -           | -           | -           | 8      | 0      |
| 2018-2019       | Bologna         | A               | 35         | 8          | CI              | 2               | 2               | -                  | -                  | -                  | -           | -           | -           | 37     | 10     |
| 2019-2020       | Bologna         | A               | 37         | 8          | CI              | 2               | 1               | -                  | -                  | -                  | -           | -           | -           | 39     | 9      |
| 2020-2021       | Bologna         | A               | 34         | 7          | CI              | 2               | 2               | -                  | -                  | -                  | -           | -           | -           | 36     | 9      |
| 2021-2022       | Bologna         | A               | 29         | 6          | CI              | 1               | 1               | -                  | -                  | -                  | -           | -           | -           | 30     | 7      |
| 2022-2023       | Bologna         | A               | 32         | 11         | CI              | 2               | 0               | -                  | -                  | -                  | -           | -           | -           | 34     | 11     |
| 2023-2024       | Bologna         | A               | 33         | 10         | CI              | 1               | 0               | -                  | -                  | -                  | -           | -           | -           | 34     | 10     |
| 2024-2025       | Bologna         | A               | 30         | 15         | CI              | 4               | 2               | UCL                | 6                  | 0                  | -           | -           | -           | 40     | 17     |
| 2025-2026       | Bologna         | A               | -          | -          | CI              | -               | -               | UEL                | -                  | -                  | SI          | -           | -           | -      | -      |
| Totale Bologna  | Totale Bologna  | Totale Bologna  | 238        | 65         |                 | 14              | 8               |                    | 6                  | 0                  |             | -           | -           | 258    | 73     |
| Totale carriera | Totale carriera | Totale carriera | 297        | 73         |                 | 16              | 8               |                    | 7                  | 0                  |             | -           | -           | 320    | 81     |

### Cronologia presenze e reti in nazionale
| Cronologia completa delle presenze e delle reti in nazionale ― Italia | Cronologia completa delle presenze e delle reti in nazionale ― Italia | Cronologia completa delle presenze e delle reti in nazionale ― Italia | Cronologia completa delle presenze e delle reti in nazionale ― Italia | Cronologia completa delle presenze e delle reti in nazionale ― Italia | Cronologia completa delle presenze e delle reti in nazionale ― Italia | Cronologia completa delle presenze e delle reti in nazionale ― Italia | Cronologia completa delle presenze e delle reti in nazionale ― Italia |
| Data                                                                  | Città                                                                 | In casa                                                               | Risultato                                                             | Ospiti                                                                | Competizione                                                          | Reti                                                                  | Note                                                                  |
| --------------------------------------------------------------------- | --------------------------------------------------------------------- | --------------------------------------------------------------------- | --------------------------------------------------------------------- | --------------------------------------------------------------------- | --------------------------------------------------------------------- | --------------------------------------------------------------------- | --------------------------------------------------------------------- |
| 18-11-2019                                                            | Palermo                                                               | Italia                                                                | 9 – 1                                                                 | Armenia                                                               | Qual. Euro 2020                                                       | 1                                                                     | 46’                                                                   |
| 11-11-2020                                                            | Firenze                                                               | Italia                                                                | 4 – 0                                                                 | Estonia                                                               | Amichevole                                                            | 1                                                                     | 72’                                                                   |
| 12-9-2023                                                             | Milano                                                                | Italia                                                                | 2 – 1                                                                 | Ucraina                                                               | Qual. Euro 2024                                                       | -                                                                     | 72’                                                                   |
| 14-10-2023                                                            | Bari                                                                  | Italia                                                                | 4 – 0                                                                 | Malta                                                                 | Qual. Euro 2024                                                       | -                                                                     | 65’                                                                   |
| 17-10-2023                                                            | Londra                                                                | Inghilterra                                                           | 3 – 1                                                                 | Italia                                                                | Qual. Euro 2024                                                       | -                                                                     | 87’                                                                   |
| 24-3-2024                                                             | Harrison                                                              | Ecuador                                                               | 0 – 2                                                                 | Italia                                                                | Amichevole                                                            | -                                                                     | 76’                                                                   |
| 4-6-2024                                                              | Bologna                                                               | Italia                                                                | 0 – 0                                                                 | Turchia                                                               | Amichevole                                                            | -                                                                     | 29’ 46’                                                               |
| 6-6-2025                                                              | Oslo                                                                  | Norvegia                                                              | 3 – 0                                                                 | Italia                                                                | Qual. Mondiali 2026                                                   | -                                                                     | 71’                                                                   |
| 9-6-2025                                                              | Reggio Emilia                                                         | Italia                                                                | 2 – 0                                                                 | Moldavia                                                              | Qual. Mondiali 2026                                                   | -                                                                     | 46’                                                                   |
| Totale                                                                |                                                                       | Presenze                                                              | 9                                                                     |                                                                       | Reti                                                                  | 2                                                                     |                                                                       |

| Cronologia completa delle presenze e delle reti in nazionale ― Italia under 21 | Cronologia completa delle presenze e delle reti in nazionale ― Italia under 21 | Cronologia completa delle presenze e delle reti in nazionale ― Italia under 21 | Cronologia completa delle presenze e delle reti in nazionale ― Italia under 21 | Cronologia completa delle presenze e delle reti in nazionale ― Italia under 21 | Cronologia completa delle presenze e delle reti in nazionale ― Italia under 21 | Cronologia completa delle presenze e delle reti in nazionale ― Italia under 21 | Cronologia completa delle presenze e delle reti in nazionale ― Italia under 21 |
| Data                                                                           | Città                                                                          | In casa                                                                        | Risultato                                                                      | Ospiti                                                                         | Competizione                                                                   | Reti                                                                           | Note                                                                           |
| ------------------------------------------------------------------------------ | ------------------------------------------------------------------------------ | ------------------------------------------------------------------------------ | ------------------------------------------------------------------------------ | ------------------------------------------------------------------------------ | ------------------------------------------------------------------------------ | ------------------------------------------------------------------------------ | ------------------------------------------------------------------------------ |
| 1-9-2017                                                                       | Toledo                                                                         | Spagna under 21                                                                | 3 – 0                                                                          | Italia under 21                                                                | Amichevole                                                                     | -                                                                              | 66’                                                                            |
| 4-9-2017                                                                       | Cittadella                                                                     | Italia under 21                                                                | 4 – 1                                                                          | Slovenia under 21                                                              | Amichevole                                                                     | 1                                                                              | 70’                                                                            |
| 5-10-2017                                                                      | Budapest                                                                       | Ungheria under 21                                                              | 2 – 6                                                                          | Italia under 21                                                                | Amichevole                                                                     | 1                                                                              | 46’                                                                            |
| 10-10-2017                                                                     | Ferrara                                                                        | Italia under 21                                                                | 4 – 0                                                                          | Marocco under 21                                                               | Amichevole                                                                     | -                                                                              | 63’                                                                            |
| 14-11-2017                                                                     | Frosinone                                                                      | Italia under 21                                                                | 3 – 2                                                                          | Russia under 21                                                                | Amichevole                                                                     | 1                                                                              | 58’                                                                            |
| 6-9-2018                                                                       | Dunajská Streda                                                                | Slovacchia under 21                                                            | 3 – 0                                                                          | Italia under 21                                                                | Amichevole                                                                     | -                                                                              | 58’                                                                            |
| 11-9-2018                                                                      | Cagliari                                                                       | Italia under 21                                                                | 3 – 1                                                                          | Albania under 21                                                               | Amichevole                                                                     | -                                                                              | 67’                                                                            |
| 11-10-2018                                                                     | Udine                                                                          | Italia under 21                                                                | 0 – 1                                                                          | Belgio under 21                                                                | Amichevole                                                                     | -                                                                              | 59’                                                                            |
| 15-10-2018                                                                     | Vicenza                                                                        | Italia under 21                                                                | 2 – 0                                                                          | Tunisia under 21                                                               | Amichevole                                                                     | -                                                                              | 60’                                                                            |
| 15-11-2018                                                                     | Ferrara                                                                        | Italia under 21                                                                | 1 – 2                                                                          | Inghilterra under 21                                                           | Amichevole                                                                     | -                                                                              | 81’                                                                            |
| 19-11-2018                                                                     | Reggio Emilia                                                                  | Italia under 21                                                                | 1 – 2                                                                          | Germania under 21                                                              | Amichevole                                                                     | -                                                                              | 83’                                                                            |
| 21-3-2019                                                                      | Trieste                                                                        | Italia under 21                                                                | 0 – 0                                                                          | Austria under 21                                                               | Amichevole                                                                     | -                                                                              | 59’                                                                            |
| 25-3-2019                                                                      | Frosinone                                                                      | Italia under 21                                                                | 2 – 2                                                                          | Croazia under 21                                                               | Amichevole                                                                     | -                                                                              |                                                                                |
| 16-6-2019                                                                      | Bologna                                                                        | Italia under 21                                                                | 3 – 1                                                                          | Spagna under 21                                                                | Europeo Under-21 2019 - 1º turno                                               | -                                                                              | 42’ 70’                                                                        |
| 19-6-2019                                                                      | Bologna                                                                        | Italia under 21                                                                | 0 – 1                                                                          | Polonia under 21                                                               | Europeo Under-21 2019 - 1º turno                                               | -                                                                              | 46’                                                                            |
| Totale                                                                         |                                                                                | Presenze                                                                       | 15                                                                             |                                                                                | Reti                                                                           | 3                                                                              |                                                                                |

| Cronologia completa delle presenze e delle reti in nazionale ― Italia under 20 | Cronologia completa delle presenze e delle reti in nazionale ― Italia under 20 | Cronologia completa delle presenze e delle reti in nazionale ― Italia under 20 | Cronologia completa delle presenze e delle reti in nazionale ― Italia under 20 | Cronologia completa delle presenze e delle reti in nazionale ― Italia under 20 | Cronologia completa delle presenze e delle reti in nazionale ― Italia under 20 | Cronologia completa delle presenze e delle reti in nazionale ― Italia under 20 | Cronologia completa delle presenze e delle reti in nazionale ― Italia under 20 |
| Data                                                                           | Città                                                                          | In casa                                                                        | Risultato                                                                      | Ospiti                                                                         | Competizione                                                                   | Reti                                                                           | Note                                                                           |
| ------------------------------------------------------------------------------ | ------------------------------------------------------------------------------ | ------------------------------------------------------------------------------ | ------------------------------------------------------------------------------ | ------------------------------------------------------------------------------ | ------------------------------------------------------------------------------ | ------------------------------------------------------------------------------ | ------------------------------------------------------------------------------ |
| 6-10-2016                                                                      | Gorgonzola                                                                     | Italia under 20                                                                | 3 – 0                                                                          | Polonia under 20                                                               | Torneo Quattro Nazioni                                                         | 1                                                                              | 46’                                                                            |
| 11-10-2016                                                                     | Seregno                                                                        | Italia under 20                                                                | 2 – 4                                                                          | Svizzera under 20                                                              | Torneo Quattro Nazioni                                                         | 1                                                                              | 46’                                                                            |
| 10-11-2016                                                                     | Rovereto                                                                       | Italia under 20                                                                | 0 – 1                                                                          | Germania under 20                                                              | Torneo Quattro Nazioni                                                         | -                                                                              | 46’                                                                            |
| 23-3-2017                                                                      | Breslavia                                                                      | Polonia under 20                                                               | 3 – 1                                                                          | Italia under 20                                                                | Torneo Quattro Nazioni                                                         | 1                                                                              | 65’                                                                            |
| 10-5-2017                                                                      | Firenze                                                                        | Italia under 20                                                                | 0 – 0                                                                          | Venezuela under 20                                                             | Amichevole                                                                     | -                                                                              | 46’                                                                            |
| 21-5-2017                                                                      | Suwon                                                                          | Italia under 20                                                                | 0 – 1                                                                          | Uruguay under 20                                                               | Mondiali Under-20 2017 - 1º turno                                              | -                                                                              | 52’                                                                            |
| 24-5-2017                                                                      | Suwon                                                                          | Sudafrica under 20                                                             | 0 – 2                                                                          | Italia under 20                                                                | Mondiali Under-20 2017 - 1º turno                                              | 1                                                                              |                                                                                |
| 27-5-2017                                                                      | Cheonan                                                                        | Giappone under 20                                                              | 2 – 2                                                                          | Italia under 20                                                                | Mondiali Under-20 2017 - 1º turno                                              | 1                                                                              | 81’                                                                            |
| 1-6-2017                                                                       | Cheonan                                                                        | Francia under 20                                                               | 1 – 2                                                                          | Italia under 20                                                                | Mondiali Under-20 2017 - Ottavi di finale                                      | 1                                                                              | 81’                                                                            |
| 5-6-2017                                                                       | Suwon                                                                          | Zambia under 20                                                                | 2 – 3 dts                                                                      | Italia under 20                                                                | Mondiali Under-20 2017 - Quarti di finale                                      | 1                                                                              | 117’                                                                           |
| 8-6-2017                                                                       | Jeonju                                                                         | Italia under 20                                                                | 1 – 3                                                                          | Inghilterra under 20                                                           | Mondiali Under-20 2017 - Semifinale                                            | 1                                                                              | 28’                                                                            |
| 11-6-2017                                                                      | Suwon                                                                          | Uruguay under 20                                                               | 0 – 0 dts (1 – 4 dtr)                                                          | Italia under 20                                                                | Mondiali Under-20 2017 - Finale 3º posto                                       | -                                                                              | 57’                                                                            |
| Totale                                                                         |                                                                                | Presenze                                                                       | 12                                                                             |                                                                                | Reti                                                                           | 8                                                                              |                                                                                |

## Palmarès

### Club
- Coppa Italia: 1

Bologna: 2024-2025

### Individuale
- Scarpa d'oro del campionato del mondo Under-20: 1

Corea del Sud 2017 (5 gol)